# Tiefburgschule Heidelberg

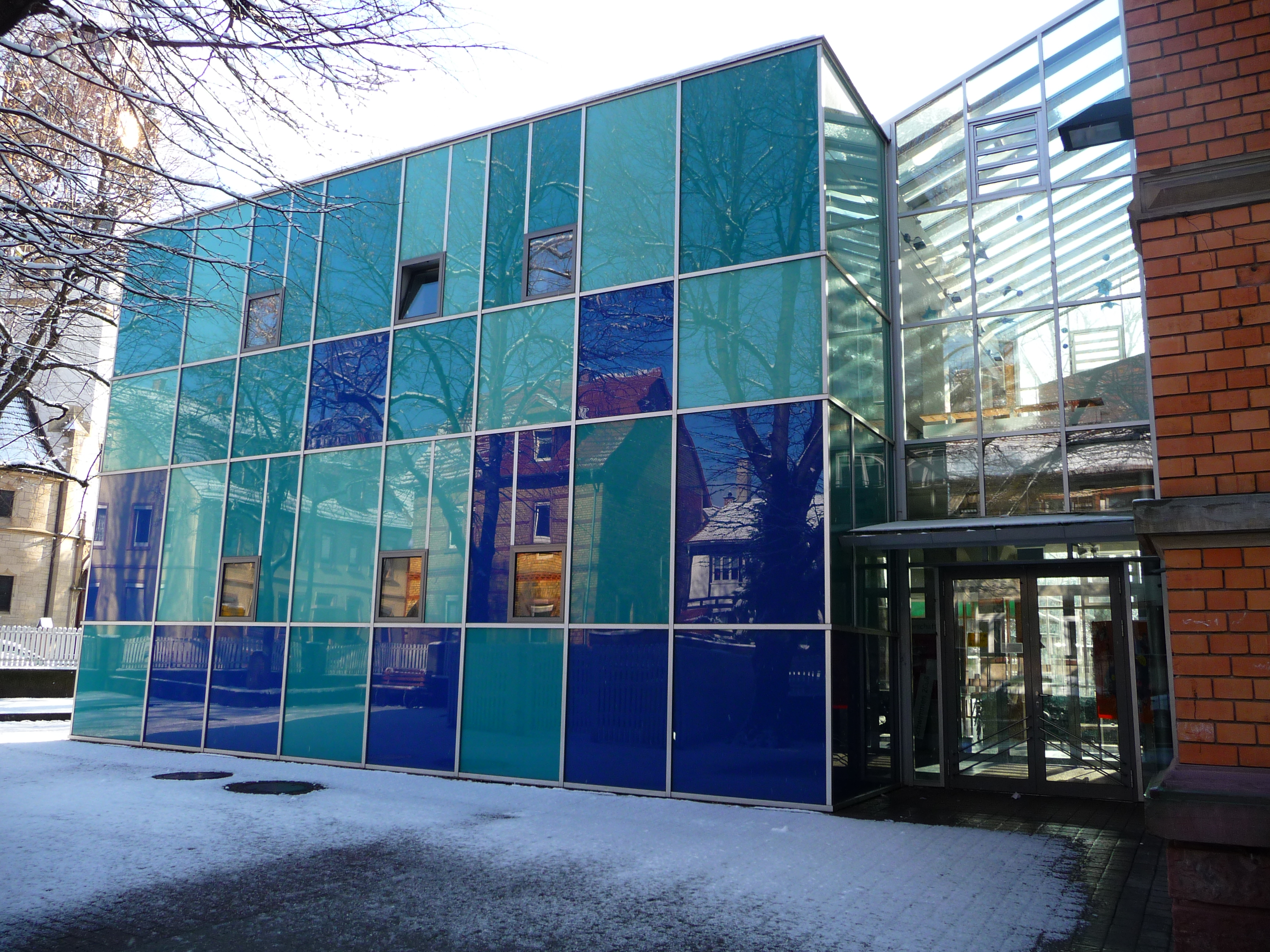
Der 2003 fertiggestellte Anbau

Die Tiefburgschule ist eine staatliche Grundschule in Heidelberg-Handschuhsheim. Der Name stammt von der nahe gelegenen Tiefburg. Aktuell besuchen etwa 200 Schüler die Schule. Direktorin der Schule ist Serap Taluk.
Das historische Schulgebäude (Altbau) wurde 1887 erbaut und weist einige Ähnlichkeiten mit der Eichendorffschule in Heidelberg-Rohrbach auf. Das Gebäude lässt sich dem Neurenaissance-Stil zuordnen. 1995 erhielt die Schule eine Turnhalle.
Der im Jahr 2003 fertiggestellte Anbau wurde mit einem Architekturpreis versehen. Die Schule bietet hier unter anderem eine Hausaufgabenbetreuung, einen Hort (betreut durch päd-aktiv e. V.) und Mittagessen an.
Die Schule war Teil des „Modellprojekts Schulsozialarbeit an Heidelberger Grundschulen“. Inzwischen bieten alle Schulen in Heidelberg Schulsozialarbeit an. Diese bietet diverse Hilfsmöglichkeiten für Schüler (beispielsweise bei Mobbing oder Kindeswohlgefährdung) oder Eltern (z. B. bei schulischen, familiären oder persönlichen Problemen).